# Chrysopidia (Chrysopidia) nigrata
Chrysopidia (Chrysopidia) nigrata is een insect uit de familie van de gaasvliegen (Chrysopidae), die tot de orde netvleugeligen (Neuroptera) behoort. 
Chrysopidia (Chrysopidia) nigrata is voor het eerst wetenschappelijk beschreven door Navás in 1910.